# Arturo Bamio
Arturo Bamio fue un actor y director teatral argentino de basta trayectoria artística.

## Carrera
Gran primer actor de reparto de la época dorada de la cinematografía argentina, Bamio se destacó en la pantalla grande desde 1930 hasta 1960.
Cubrió pequeños roles desde el inicio del período sonoro donde compartió escenas con colosas figuras del cine como Niní Marshall, 
En teatro, durante 1959 y 1960 integra la Compañía teatral de Francisco Petrone, con quien estrena la obra Un guapo del 900, junto con Virginia Romay, Perla Santalla, Luis Corradi, Antonio Capuano, Mariano Vidal Molina, Claudio Rodríguez Leiva, Claudio Martino, Juan Carlos Tiberio, Julio Gini, Alberto de Salvio, Utimio Bertozzi, Ovidio Fuentes, Armando Equiza, Claudia Lapacó y el Trío Los Porteños. También formó parte de "La Compañía Leonor Rinaldi" con un elenco compuesto además por Chita Foras y Alicia Rojas.

## Filmografía
- 1957: Fantoche
- 1951: Tierra extraña
- 1948: Compañeros de aventuras
- 1947: Una mujer sin cabeza
- 1943: Luisito
- 1942: El tercer beso
- 1941: La canción de los barrios
- 1941: Orquesta de señoritas
- 1941: Soñar no cuesta nada
- 1940: Pueblo chico, infierno grande
- 1938: Madreselva
- 1933: Los caballeros de cemento
- 1933: Dancing

## Teatro
- 1959/1960: Un guapo del 900.
- 1956: Eduardo Barrientos, porteño del 900.
- 1954: Los tres berretines.
- 1954: Los muchachos de antes no usaban gomina, con Osvaldo Capiaghi, Totón Podestá, Elba Rosquellas, Fina Suárez, Gloria Ugarte y Elena Zucotti.
- 1953: El Vivo Vive del Zonzo - Teatro Select con Pepita Muñoz, Vicente Formi, Ana M. Latapie, Aída Valdez, Enrique Belluscio, Alberto de Salvio, Alicia Bari y Víctor Martucci.
- 1953: ¡No Hay Suegra como la Mía!- Teatro Select con Pepita Muñoz, Vicente Formi, Ana M. Latapie, Aida Valdez, Enrique Belluscio, Alberto de Salvio, Alicia Bari y Víctor Martucci.
- 1952: Rostro Perdido de Samuel Eichelbaum, junto a Rosa Rosen, Guillermo Battaglia, Ricardo Castro Ríos, Blanca Tapia, Liria Marín, Pancho Romano, Aurelia Ferrer, José Najera, Ricardo Carenza, Domingo Bucci y Margarita Corona. Estrenada en el Teatro Buenos Aires.
- 1952: Aquí se ríe la gente con Alberto Anchart, Roberto García Ramos, Alicia Barrié, Cora Farías, Juanita Farías, Mario Fortuna y Laurita Fernández.
- 1952: El diablo en el teléfono, junto a Jorge Ayala, Alma Bambú, Juan Carlos Santa Cruz, Plácido Cepeda, José Cicarelli, María Elena Rodrigo, Enrique Giacobino, Jesús Gómez, Sonia Ontiveros, Estrella Rivera, Edmundo Rivero y Antonio Rojas.
- 1950: ¡Flor de familia la mía!, con Alfonso Amigo, Arturo Arcari, María Armand, Amalia Britos, Héctor Casares, Ricardo Castro Ríos, Alfredo Distasio, Felisa Mary, María Luisa Robledo, Carlos Rossi, Antonia Senra, Lilian Valmar y León Zárate.[3]
- 1948: La virgencita de madera.
- 1948: El vasco de Olavarría.
- 1948: Llegan parientes de España.
- 1948: Un santo en el purgatorio.
- 1948: ¿Casarse con una viuda?... ¡Qué cosa más peliaguda!.
- 1942: Más pudo el amor, con Leda Baires, Trini Beisser, Betty Blay, Luciano Cardier, Malena Castex, Guido D`ambra, Cristina Del Solar, Miryam Denis, Susy Derby, Carmen Diaz, Mery Ethel, Carmen García, Elena Gayoso, Celia Geraldy, Charito Gómez, Aída Gundin, Julia Lucero, Angélica Luna, Ángeles Madero, Marina Martins, Elena Medina, Noemí Morán, Victoria Murillo, Reynaldo Navarro, Enrique Pacheco, Luis Perez Aguirre, Delia Sagrera, Pancho Solecio y Mecha Usca.